# Comuna Are
Are este o comună (vald) din Comitatul Pärnu, Estonia. Cuprinde 12 localități (11 sate și 1 târgușor). Reședința comunei este târgușorul (centru urban) Are.